# Chaudon
Chaudon ist eine französische Gemeinde mit 1.689 Einwohnern (Stand: 1. Januar 2022) im Département Eure-et-Loir in der Region Centre-Val de Loire; sie gehört zum Arrondissement Dreux und zum Kanton Dreux-2.

## Geographie
Chaudon liegt etwa acht Kilometer südöstlich von Dreux an der Eure, der auch die nordöstliche Gemeindegrenze bildet. Umgeben wird Chaudon von den Nachbargemeinden Croisilles im Norden, Bréchamps im Osten und Nordosten, Nogent-le-Roi im Osten und Südosten, Ormoy im Süden sowie Villemeux-sur-Eure im Westen.

## Bevölkerungsentwicklung
| 1962                       | 1968 | 1975 | 1982 | 1990 | 1999 | 2006 | 2018 |
| -------------------------- | ---- | ---- | ---- | ---- | ---- | ---- | ---- |
| 742                        | 882  | 873  | 1009 | 1364 | 1411 | 1548 | 1677 |
| Quellen: Cassini und INSEE |      |      |      |      |      |      |      |

## Sehenswürdigkeiten
- Kirche Saint-Médard, um 1120 errichtet
- Mühle von Mormoulins, seit 2003 Monument historique

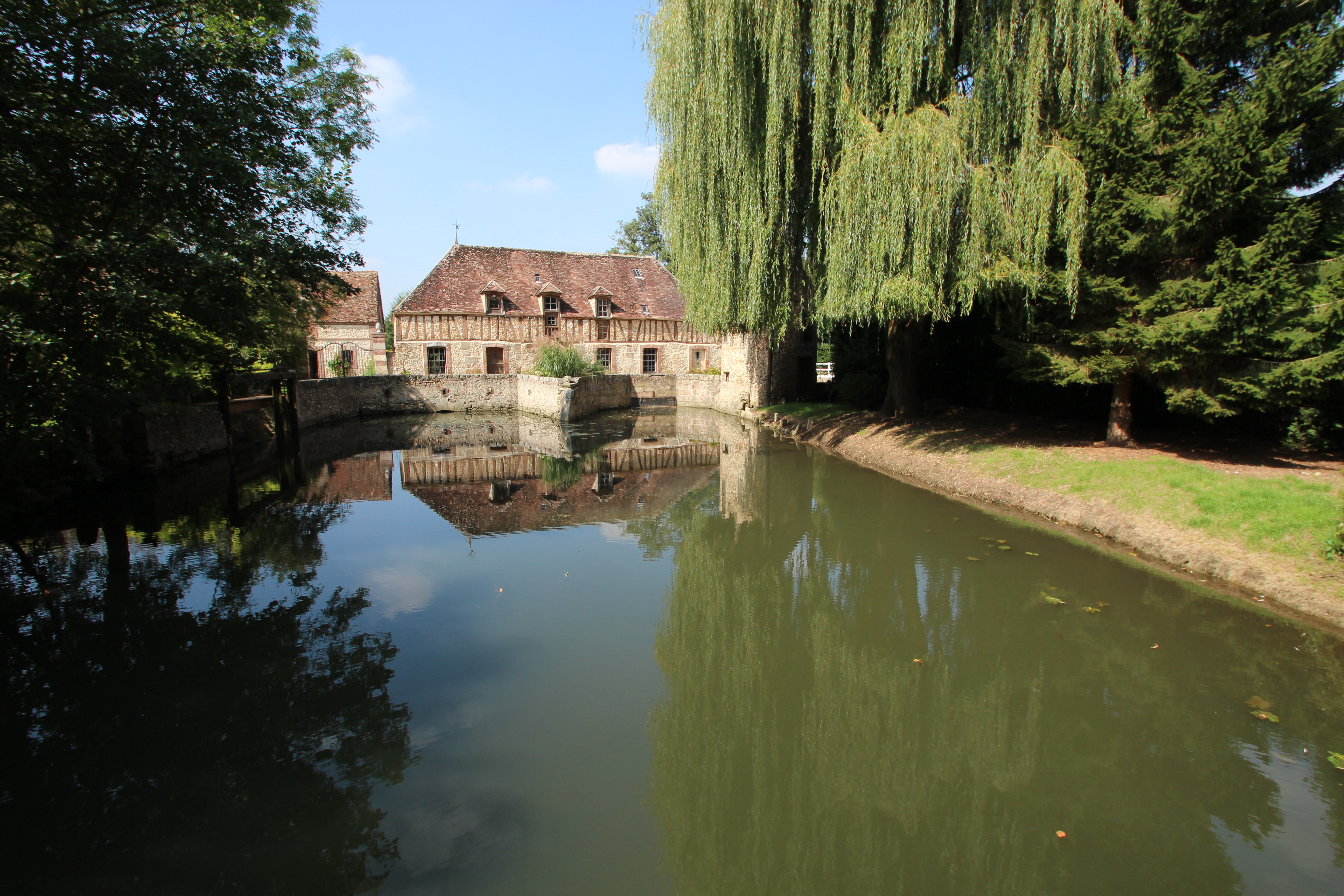
Wassermühle von Mormoulins

- Schloss Mormoulins

## Persönlichkeiten
- Laurent Cassegrain (um 1629–1693), Astronom